# Henry Bumstead
Pour les articles homonymes, voir Bumstead.
Henry Bumstead est un directeur artistique et chef décorateur américain né le 19 mars 1915 à Ontario et mort le 24 mai 2006 à Pasadena. Il a notamment remporté deux Oscars pour L'Arnaque (The Sting) et Du silence et des ombres, il a été nommé à deux autres pour Impitoyable et Sueurs froides. Il a souvent collaboré avec Clint Eastwood en tant que chef décorateur, depuis les années 1990.

## Filmographie

### Directeur artistique
- 1948 : Trafic à Saïgon (Saigon)
- 1948 : Deux Sacrées Canailles (The Sainted Sisters) de William D. Russell
- 1948 : Big Sister Blues
- 1949 : My Own True Love
- 1949 : Streets of Laredo
- 1949 : Top o' the Morning (en)
- 1949 : Ma bonne amie Irma (My Friend Irma)
- 1949 : Song of Surrender (en)
- 1950 : Chaînes du destin (No Man of Her Own)
- 1950 : My Friend Irma Goes West
- 1950 : The Furies
- 1950 : The Goldbergs
- 1951 : The Redhead and the Cowboy (en)
- 1951 : Dear Brat
- 1951 : Submarine Command
- 1952 : Sailor Beware
- 1952 : Aaron Slick from Punkin Crick (en)
- 1952 : Jumping Jacks
- 1952 : Come Back, Little Sheba
- 1953 : The Stars Are Singing
- 1953 : Le Petit Garçon perdu (Little Boy Lost)
- 1953 : Un galop du diable
- 1954 : Un grain de folie (Knock on Wood)
- 1954 : Les Ponts de Toko-Ri
- 1955 : À l'ombre des potences (Run for Cover), de Nicholas Ray
- 1955 : Une femme extraordinaire (Lucy Gallant)
- 1956 : The Man Who Knew Too Much
- 1956 : That Certain Feeling
- 1956 : The Leather Saint
- 1956 : Le Roi des vagabonds (The Vagabond King)
- 1956 : Un vrai cinglé de cinéma (Hollywood or Bust)
- 1957 : Sally (série télévisée)
- 1958 : Sueurs froides (Vertigo)
- 1958 : As Young as We Are
- 1958 : I Married a Monster from Outer Space (en)
- 1959 : Dans la souricière (The Trap)
- 1959 : The Hangman
- 1959 : The Rebel  (série télévisée)
- 1960 : Le Dingue du palace (The Bellboy) de Jerry Lewis
- 1960 : Cendrillon aux grands pieds (Cinderfella)
- 1961 : Le Roi des imposteurs
- 1961 : Le Rendez-vous de septembre (Come September)
- 1962 : The Spiral Road
- 1962 : Du silence et des ombres
- 1963 : Le Téléphone rouge (A Gathering of Eagles)
- 1964 : La Bouteille enchantée (The Brass Bottle)
- 1964 : La Patrouille de la violence (Bullet for a Badman)
- 1964 : Grand méchant loup appelle (Father Goose)
- 1965 : Le Seigneur de la guerre (The War Lord)
- 1965 : Les Yeux bandés
- 1966 : La Parole est au colt
- 1966 : Beau Geste
- 1967 : Tobrouk, commando pour l'enfer
- 1967 : Banning
- 1968 : Évasion sur commande
- 1968 : A Man Called Gannon
- 1968 : L'Intrus magnifique (What's So Bad About Feeling Good?)
- 1969 : Tell Them Willie Boy Is Here
- 1970 : The Movie Murderer (TV)
- 1970 : Un shérif à New York (McCloud) (série télévisée)
- 1971 : Raid on Rommel
- 1971 : Le Dernier Train pour Frisco (One More Train to Rob) d'Andrew V. McLaglen
- 1971 : The Birdmen (en) (TV)
- 1972 : Adventures of Nick Carter (TV)
- 1972 : Joe Kidd
- 1972 : The Victim (TV)
- 1973 : High Plains Drifter
- 1973 : Duel dans la poussière (Showdown)
- 1973 : L'Arnaque (The Sting)
- 1974 : Spéciale Première (The Front Page)
- 1975 : The Great Waldo Pepper
- 1977 : La Castagne (Slap Shot) de George Roy Hill
- 1977 : Don't Push, I'll Charge When I'm Ready (TV)
- 1979 : Amateur Night at the Dixie Bar and Grill (TV)

### Chef décorateur
- 1951 : Rhubarb, le chat millionnaire (Rhubarb)
- 1969 : L'Étau (Topaz)
- 1972 : Abattoir 5 ou la Croisade des enfants (Slaughterhouse-Five)
- 1976 : Complot de famille (Family Plot)
- 1977 : Le Toboggan de la mort (Rollercoaster)
- 1978 : House Calls
- 1978 : Même heure, l'année prochaine
- 1979 : I Love You, je t'aime (A Little Romance)
- 1979 : Airport 80 Concorde (The Concorde ... Airport '79)
- 1980 : Tu fais pas le poids, shérif ! (Smokey and the Bandit II)
- 1982 : Le Monde selon Garp (The World According to Garp)
- 1984 : L'Affrontement (Harry & Son)
- 1984 : The Little Drummer Girl
- 1985 : Warning Sign
- 1986 : Psychose 3
- 1988 : A Time of Destiny
- 1988 : Funny Farm
- 1989 : Son alibi (Her Alibi)
- 1990 : Ghost Dad
- 1990 : Un ange... ou presque (Almost an Angel)
- 1991 : Les Nerfs à vif (Cape Fear)
- 1992 : Impitoyable (Unforgiven)
- 1993 : Un monde parfait (A Perfect World)
- 1995 : Les Aventuriers de l'or noir
- 1997 : Les Pleins Pouvoirs (Absolute Power)
- 1997 : Minuit dans le jardin du bien et du mal (Midnight in the Garden of Good and Evil)
- 1997 : Home Alone 3
- 1999 : Jugé coupable (True Crime)
- 2000 : Space Cowboys
- 2002 : Créance de sang
- 2003 : Mystic River
- 2004 : Million Dollar Baby
- 2006 : Mémoires de nos pères
- 2006 : Lettres d'Iwo Jima